# Blaulicht (Fernsehserie)
Blaulicht war eine zwischen 1959 und 1968 ausgestrahlte Krimiproduktion des Deutschen Fernsehfunks, deren 29 Folgen auf aktenkundigen, wirklichkeitsgetreuen Kriminalfällen beruhten. Die Idee zu dieser Serie stammte von Günter Prodöhl. Weil 1958 in der Bundesrepublik Deutschland die Kriminalfilmreihe Stahlnetz erfolgreich gestartet war, wurde Prodöhls Blaulicht-Konzeption zügig umgesetzt, sodass bereits am 20. August 1959 die erste Folge über die Bildschirme lief.

## Allgemeines
Das Genre des Kriminalfilms war in der DDR der 1950er und 1960er Jahre geprägt von der Vorstellung, dass nach der Überwindung der kapitalistischen Produktionsweise und Errichtung einer gerechten Gesellschaftsformation die Ursachen für die Begehung von Straftaten wegfielen und damit diese Taten selbst nicht mehr mit der Fortentwicklung des Sozialismus vorkämen. Dementsprechend musste jedes Projekt zur Darstellung von Kriminalfällen im Fernsehen darauf ausgerichtet sein, dieser gesellschaftspolitischen Theorie nicht den Boden zu entziehen. Andererseits sollte auch in der DDR ein spannendes Fernsehprogramm geboten werden, um nicht Zuschauer an das Fernsehen aus der Bundesrepublik Deutschland zu verlieren.
Günter Prodöhl entwickelte eine Kriminalreihe, die anhand nachgestellter Fälle die Arbeit der Deutschen Volkspolizei in natürlicher und sachlicher Erzählweise darzustellen suchte. Der Zuschauer sollte einen aufschlussreichen Einblick in die Tätigkeit der Kriminalpolizei erhalten.
Thematisch war Blaulicht nicht auf Tötungsdelikte fixiert. Vielmehr wurden zahlreiche Delikte, wie Diebstahl, Raub, Körperverletzung, Sachbeschädigung, Brandstiftung und Betrug aufgegriffen. Die meisten Fälle hatten einen unmittelbaren oder mittelbaren Bezug nach Westdeutschland: Täter stammten aus der Bundesrepublik Deutschland und West-Berlin, einige Taten wurden dort begangen, aber die Täter flüchteten nach Ostdeutschland, oder es sollte Diebesgut aus in der DDR begangenen Taten über die Innerdeutsche Grenze geschafft werden. Auch Spionagefälle und die geplante Flucht eines ehemaligen KZ-Aufsehers standen auf dem Programm. Handlungsort der Fälle war hauptsächlich Berlin. 
Mehr oder weniger subtil wurde in den Filmen angedeutet, dass die wirtschaftlichen und sozialen Verhältnisse im Westen deutlich schlechter seien als in der DDR - so klagen etwa in der Folge "Die Butterhexe" Rentner in Westberlin darüber, dass sie von ihrer kleinen Rente nicht ausreichend Kohlen für den Winter kaufen könnten oder dass die Polizei sich um Verbrechen an "kleinen Leuten" nicht ausreichend kümmere. Die BRD war auch regelmäßig das Ziel von Schiebereien, mit denen gute Waren aus der DDR über die Grenze geschafft wurden um drüben für ein Vielfaches des Preises verkauft und damit der DDR-Bevölkerung entzogen zu werden.
Mit dem Bau der Berliner Mauer 1961 wurde es zunehmend problematisch, den in den Fällen des Blaulicht dargestellten Bezug der Straftaten oder Straftäter zur BRD und West-Berlin glaubwürdig darzustellen. Nicht zuletzt auch aus diesem Grunde wurde die Serie 1968 eingestellt.
Die Blaulicht-Autoren verzichteten nicht auf spannende Verfolgungsjagden, spektakuläre und atemberaubende Szenen, Fahndungen und Verhaftungen. Auch die Titelmusik war in gleichem Maße eingängig wie die des Stahlnetz: als Melodie wurde ab der Folge 13 (Antiquitäten) die der US-Fernsehserie Peter Gunn (1958–1961) verwendet, die aus der Feder von Henry Mancini stammte.

## Ermittler
Im Gegensatz zu Stahlnetz wurden die Fälle von einer Gruppe von Ermittlern gelöst, die in jeder Folge wiederkehrten: Hauptmann Wernicke, Oberleutnant Thomas und Leutnant Timm. Bruno Carstens alias Wernicke war damit – vier Jahre vor Kommissar Freytag vom Hessischen Rundfunk – der erste Serien-Ermittler im deutschen Fernsehen. Die Figur des Wernicke taucht nach dem Ende der Blaulicht-Reihe noch einmal in der 41. Folge der DDR-Krimi-Reihe Polizeiruf 110 mit dem Titel Ein ungewöhnlicher Auftrag aus dem Jahre 1976 auf: Hier ist der mittlerweile zum Oberst beförderte Wernicke der Leiter einer Fachschule für die Ausbildung von Kriminalpolizisten.

## Folgen

### Einleitung
Bis auf wenige Ausnahmen wurden die Blaulicht-Folgen als live-Sendungen produziert. Von den 29 Folgen, davon 2 in zwei Teilen, sind lediglich 23 im Deutschen Rundfunkarchiv Babelsberg überliefert. Allerdings sind von den Folgen mit fehlendem Filmmaterial noch die Drehbücher erhalten.

### Die einzelnen Folgen
- 1 Tunnel an der Grenze (Erstausstrahlung am 20. August 1959), Regie: Hans Joachim Hildebrandt
- 2 Zweimal gestorben (Erstausstrahlung am 15. Oktober 1959), Regie: Hans Joachim Hildebrandt, Werner Noack
- 3 Mädchen in Zelle 7 (Erstausstrahlung am 10. Dezember 1959), Regie: Hans Joachim Hildebrandt
- 4 Kippentütchen (Erstausstrahlung am 14. Januar 1960), Regie: Werner Noack
- 5 Das perfekte Alibi (Erstausstrahlung am 10. März 1960), Regie: Hans Joachim Hildebrandt
- 6 Ein gewisser Herr Huegi (Erstausstrahlung am 21. April 1960), Regie: Norbert Buechner
- 7 Waggon 27 - 14 44 G (Erstausstrahlung am 24. Mai 1960), Regie: Manfred Mosblech
- 8 Die Butterhexe (Erstausstrahlung am 28. Juli 1960), Regie: Hans Joachim Hildebrandt, Manfred Mosblech
- 9 Der Kindermörder
  - Der Kindermörder (1. Teil) (Erstausstrahlung am 15. Oktober 1960), Regie: Hans Joachim Hildebrandt, Manfred Mosblech
  - Der Kindermörder (2. Teil) (Erstausstrahlung am 16. Oktober 1960), Regie: Hans Joachim Hildebrandt, Manfred Mosblech
- 10 Splitter (Erstausstrahlung am 8. Dezember 1960), Regie: Hans Joachim Hildebrandt, Manfred Mosblech, Monika Maron
- 11 Gardez! (Erstausstrahlung am 22. Januar 1961), Regie: Hans Joachim Hildebrandt
- 12 Brandnacht (Erstausstrahlung am 19. März 1961), Regie: Hans Joachim Hildebrandt
- 13 Antiquitäten (Erstausstrahlung am 12. November 1961), Regie: Hans Joachim Hildebrandt, Manfred Mosblech, Eberhard Erdmann
- 14 Die Meute (Erstausstrahlung am 10. Dezember 1961), Regie: Hans Joachim Hildebrandt
- 15 Das Gitter (Erstausstrahlung am 15. Februar 1962), Regie: Otto Holub, Eberhard Erdmann
- 16 Bitte um mildernde Umstände (Erstausstrahlung am 15. April 1962), Regie: Otto Holub, Eberhard Erdmann
- 17 Schwarzes Benzin (Erstausstrahlung am 14. Juni 1962), Regie: Otto Holub
- 18 Heißes Geld
  - Heißes Geld (1. Teil) (Erstausstrahlung am 23. März 1963), Regie: Otto Holub
  - Heißes Geld (2. Teil) (Erstausstrahlung am 24. März 1963), Regie: Petra Steuer
- 19 In vierundzwanzig Stunden (Erstausstrahlung am 15. Mai 1963), Regie: Otto Holub, Eberhard Erdmann
- 20 Wunder wiederholen sich nicht (Erstausstrahlung am 27. Oktober 1963), Regie: Helmut Krätzig, Eberhard Erdmann
- 21 Kümmelblättchen (Erstausstrahlung am 29. Dezember 1963), Regie: Otto Holub, Gert Kudelka, Eberhard Erdmann
- 22 Prozess Jutta H. (Erstausstrahlung am 28. Mai 1964), Regie: Otto Holub, Eberhard Erdmann
- 23 Freizügigkeitsverkehr (Erstausstrahlung am 18. Oktober 1964), Regie: Otto Holub, Eberhard Erdmann
- 24 Auftrag Mord (Erstausstrahlung am 1. Juli 1965), Regie: Otto Holub, Eberhard Erdmann
- 25 Ein Mann zuviel (Erstausstrahlung am 25. Juni 1966), Regie: Otto Holub, Anita Francke, Eberhard Erdmann
- 26 Maskenball (Erstausstrahlung am 13. November 1966), Regie: Manfred Mosblech, Marga Hanke
- 27 Der vierte Mann (Erstausstrahlung am 27. März 1967), Regie: Manfred Mosblech, Ursula Koschke
- 28 Nachtstreife (Erstausstrahlung am 2. Dezember 1967), Regie: Manfred Mosblech, Marga Hanke
- 29 Leichenfund im Jagen 14 (Erstausstrahlung am 27. Oktober 1968), Regie: Manfred Mosblech

### Ausstrahlungen
Nach 1990 waren nur einige Folgen der Serie im Rahmen eines Gernsehabends im ORB/RBB zu sehen.
Die erhalten gebliebenen Folgen wurden mittlerweile in fünf DVD-Boxen veröffentlicht.